# Жерлянки (род)
Жерля́нки, или у́ки (лат. Bombina), — род бесхвостых земноводных из одноимённого семейства. Раньше их относили к семейству круглоязычных.

## Описание
Общая длина достигает 7,7 см. Тело уплощённое, кожа бугристая, насыщена ядовитыми железами. Околоушные железы (паротиды) не выражены. Барабанные перепонки отсутствуют, зрачки треугольные или сердцевидные. Между пальцами задних лапок — плавательные перепонки.
Окраска сверху серо—коричневая, тёмная или зелёная с тёмными или зелёными пятнами. Снизу контрастное сочетание ярких жёлтых, оранжевых или красных пятен с тёмной пигментацией. В брачный период у самцов появляются чёрные мозоли на первом-втором пальцах передних конечностей и на внутренней части предплечья.
Жаберное отверстие у головастиков находится на средней линии брюха ближе к клоаке. Верхняя, достаточно высокая часть, хвостового плавника заходит на спину. Ротовой диск округлой или треугольной формы, с двумя рядами зубчиков сверху и тремя снизу, в каждой строке зубчики расположены в 2—3 ряда.

## Образ жизни
Предпочитают стоячую воду в низинах, в частности — небольшие пруды, ручьи, поймы. Встречаются в горных местностях, на высоте до 3000 м над уровнем моря. Активны в сумерках. Питаются жерлянки в основном водными беспозвоночными, но в некоторых частях своих ареалов они едят и наземных животных (жуков, двукрылых, дождевых червей). Зимовку проводят на суше, в норах, ямах и под постройками.
В случае опасности на суше могут принимать «вогнутую» позу, прижимаясь брюхом к поверхности и выгибая кверху голову и конечности. Таким образом животные демонстрируют ярко окрашенную нижнюю часть тела. Иногда они переворачиваются на спину, изгибаясь брюхом кверху. Показ ярких частей тела предупреждает нападающего о ядовитости животного.
В кожных выделениях содержится вещество бомбезин, который вызывает распад эритроцитов крови. Мыльные на ощупь, эти выделения белого цвета вызывают сильное раздражение слизистой оболочки, озноб и головную боль у человека. При дозе ЛД50 = 400 мг/кг яд этих земноводных имеет летальный эффект для грызунов. Однако несмотря на это жерлянки иногда становятся добычей других лягушек, ужей, некоторых птиц и млекопитающих.

## Размножение
В брачный период самцы издают весьма характерные глухие звуки («уканье») как на поверхности воды, так и под водой. При спаривании самец обхватывает самку за туловище впереди бёдер (так называемый амплексус). Спаривание происходит в воде.
Самка откладывает на подводные растения от 80 до 300 икринок. Кладка представлена в виде отдельных икринок или их небольших групп.

## Распространение
Обитают в Европе, за исключением юго-запада, Британских островов и почти всей Скандинавии, с другой стороны, они присутствуют в Приморском крае России, в Корее, северо-восточном и юго-западном Китае и на самом севере Вьетнама. На территории России — 2 вида. В Европейской части России, на севере до 58° с. ш., водится краснобрюхая жерлянка (Bombina bombina), обитающая на равнинах в зоне степей, широколиственных и смешанных лесов. Дальневосточная жерлянка (Bombina orientalis) населяет кедрово-широколиственные леса на юге Дальнего Востока.

## Классификация
На январь 2023 года в род включают 7 видов:
- Bombina bombina (Linnaeus, 1761) — Краснобрюхая жерлянка
- Bombina fortinuptialis Hu and Wu, 1978 — Шипогрудая жерлянка
- Bombina maxima (Boulenger, 1905) — Большая жерлянка
- Bombina microdeladigitora Liu, Hu, and Wang, 1960 — Южнокитайская жерлянка
- Bombina orientalis (Boulenger, 1890) — Дальневосточная жерлянка
- Bombina pachypus (Bonaparte, 1838)
- Bombina variegata (Linnaeus, 1758) — Желтобрюхая жерлянка

## Галерея
- Желтобрюхая жерлянка
- Дальневосточная жерлянка
- Bombina pachypus